# Diennes-Aubigny
Diennes-Aubigny is een gemeente in het Franse departement Nièvre (regio Bourgogne-Franche-Comté) en telt 111 inwoners (2009). De plaats maakt deel uit van het arrondissement Nevers.

## Geografie
De oppervlakte van Diennes-Aubigny bedraagt 42,7 km², de bevolkingsdichtheid is dus 3,0 inwoners per km².
De onderstaande kaart toont de ligging van Diennes-Aubigny met de belangrijkste infrastructuur en aangrenzende gemeenten.

## Demografie
Onderstaande figuur toont het verloop van het inwonertal (bron: INSEE-tellingen).